# Stéfanie Delestré
Pour les articles homonymes, voir Delestré.
Stéfanie Delestré, née en 1971, est une directrice de collection littéraire française, spécialiste du roman policier.

## Biographie
Elle fait des études de littérature comparée  à l'université Paris-Nanterre où elle obtient un doctorat en 2005 avec sa thèse Le roman noir: littérature "contre", contre-littérature.
Avec Hervé Delouche, elle est à l'origine de la réédition des œuvres de Jean Meckert chez Joëlle Losfeld.
En 2006, en compagnie de Laurent Martin, elle crée le magazine de littératures policières Shanghai Express. Elle collabore au Dictionnaire des littératures policières de Claude Mesplède et à Une brève histoire du roman noir avec Jean-Bernard Pouy.
De 2008 à 2012, elle a dirigé la collection Le Poulpe aux éditions Baleine, puis elle travaille chez Albin Michel en 2012.
En 2017, elle remplace Aurélien Masson comme directrice de la collection Série noire chez Gallimard,.

## Œuvre

### Études
- Dictionnaire des personnages populaires de la littérature : XIXe et XXe siècles (en collaboration avec Hagar Desanti) Éditions du Seuil (2010)  (ISBN 978-2-02-097162-1)
- Dictionnaire des personnages populaires de la littérature : XIXe et XXe siècles (en collaboration avec Hagar Desanti) Éditions du Seuil (2011)  (ISBN 978-2-298-04066-1)
- Une brève histoire du roman noir, (en collaboration avec Jean-Bernard Pouy)  L'Œil neuf éditions, coll. « Une Brève histoire » (2009)  (ISBN 978-2-915543-25-4), réédition Éditions Points,  coll. « Roman noir » (2016)  (ISBN 978-2-7578-5524-9)

### Préfaces
En collaboration avec Hervé Delouche aux éditions Joëlle Losfeld, préfaces et annotations des œuvres de Jean Meckert :
- Je suis un monstre (2005)
- La Marche au canon (2005)
- L'Homme au marteau (2006)
- La Tragédie de Lurs (2007)
- Justice est faite (2008)
- Nous sommes tous des assassins (2008)

## Prix et distinctions
- Prix Maurice Renault / Trophées du Meilleur ouvrage critique 2010 pour Dictionnaire des personnages populaires de la littérature